# Black Jack The Movie
Black Jack Movie (яп. ブラック・ジャック劇場版 Буракку Дзякку Гэкидзё:бан) — полнометражный аниме-фильм 1996 года режиссёра Осаму Дэдзаки, производства студии Tezuka Productions, создан по мотивам манги Black Jack.

## Сюжет
Действие начинается с Олимпийских игр 1996 года в Токио, на которых появляются «суперлюди» и добиваются немыслимых достижений в спорте. Позже схожие таланты наблюдаются и в других сферах, таких как музыка и искусство. Год спустя Блэк Джека вызывают в Нью-Йорк, где 20 «сверхлюдей» оказались поражены странной болезнью. Когда выясняется, что появление подобных способностей связано с экспериментами над людьми и таинственным наркотиком, найденным в пустыне, Блэк Джек вынужден сопровождать Джо Кэрол в поисках противоядия.
В конце, пройдя через тяжкое испытание, доктор возвращается к своей неофициальной врачебной работе, сказав, что его ждут пациенты, и уходит вместе с Пиноко.

## Роли озвучивали
| Актёр          | Роль            |
| -------------- | --------------- |
| Акио Оцука     | Блэк Джек       |
| Юко Мидзутани  | Пиноко          |
| Маё Судзуказэ  | Джо Кэрол Брейн |
| Син Аомори     | Блэйн           |
| Рэйко Кондо    | Лиза Сиегель    |
| Ай Орикаса     | Эллен Шлейер    |
| Норио Вакамото | Николас Дорис   |
| Хосино Мицуаки | Эрик Кадель     |

## Выпуск на видео
В 1998 году аниме распространялось на VHS, а в 2001 году на DVD от «Manga Entertainment» c соотношением сторон 1,85:1 Причём японская звуковая дорожка была в стерео 2.0, английская — Dolby Digital 5.1. Изображение без дефектов. Цвета яркие и чёткие, насыщенные чёрным, с точным контуром.
В Германии фирма «Nipponart GmbH» в 2007 году представила «Black Jack — The Movie» на двух дисках, в широкоэкранном формате 16:9, со звуком Dolby Digital 5.1 и DTS 5.1.
В Италии изданием занималась компания «Yamato Video», в 2009 году появились DVD в PAL, под заголовком «Блэк Джек — синдром Мойры», от названия вируса
Фильм также вышел в Японии от «Odessa Entertainment» в составе Blu-ray Box 17 апреля 2014 года. Формат — 1.78:1 (16:9), звук — LPCM 2.0.
«Discotek Media» 06 декабря 2016 года по лицензии выпустила отдельный Blu-ray на территории США и Канады.
Во Франции в 2024 году компания Naban Éditions издаёт фильм на Blu-ray ограниченным тиражом.

## Критика
Майкл Тул, редактор сайта Anime News Network, дал Black Jack The Movie 36 место из 100 лучших аниме-фильмов (дополнение к списку журнала Paste).
Дэвид Кейс с сайта Cinemaphile заметил, что анимационный фильм представляет собой великолепную кинематографическую картину, не уступающую визуальной составляющей «Принцессы Мононоке», со сложным, но очень интригующим сюжетом. История не настолько оригинальна, как хотелось бы; некоторые важные элементы были заимствованы из «Секретных материалов». Это не проблема для поклонников Криса Картера, однако она мешает уникальности сюжета. Тем не менее фильм сильно опережал своё время и не нашёл широкого признания среди западной аудитории, которая ассоциировала аниме с «глупым увлечением Покемонами».
Black Jack является полной противоположностью более известных творений Тэдзуки: Astroboy, Kimba the White Lion и «Метрополиса». Нелегальный врач обладает навыками, затмевающими Охотника Джона, Доктора Килдэра и весь хирургический персонал M*A*S*H. Он носит странную одежду в стиле Диккенса, его внешность — светлая и тёмная кожа, сшитые вместе, но это не мешает ему практиковаться. В отличие от большинства докторов, Чёрный Джек ничуть не стыдится признаться, что занимается медициной за деньги. И хотя его подвиги — чудеса (известно, что он оперировал 10 человек одновременно и был способен полностью восстановить людей с сильно повреждёнными от взрывов конечностями и кожей), он требовал огромные суммы наличными, хорошо обращался с больными, всегда шёл навстречу, но в целом не очень любил людей и не боялся показать это. В американском дубляже от компании Animaze персонажа озвучил Кирк Торнтон, который безупречно передал его положительные и отрицательные стороны. Акио Оцука в японской версии кажется плоским и неубедительным, с типичным серьёзным авторитарным голосом, которым склонна говорить примерно половина всех мужчин-сэйю. Также не слишком хорошо выступает Юко Мидзутани в роли Пиноко — американская актриса Джули Маддалена тоже раздражает критика, но не так сильно. Анимация и постановка, по мнению Майкла Тула, выполнены на высоком уровне. Осаму Дэдзаки использовал множество резких переходов для мелодраматического эффекта ещё в Ace wo Nerae! и The Rose of Versailles. Здесь это придает сюжету твёрдое ощущение нуара — те, кто видел Golgo 13: The Professional и Golgo 13: Queen Bee, считает критик, поймут, о чём речь. Привлекателен реалистичный дизайн Акио Сугино в отличие от оригинальных мультяшных персонажей Тэдзуки. Обычно выпуск о медицине и морали не бывает очень интересным, но истории Блэк Джека никогда не перестают занимать. Black Jack: The Movie отлично дополняет OVA и хорош сам по себе. Разочарованием становится только причудливая концовка с участием военизированной медицинской организации и загадочного племени. Блэк Джек является одним из выдающихся героев Тэдзуки — за холодной, недружелюбной внешностью скрывается убеждённый гуманист, который часто готов рисковать собой, чтобы спасти своих пациентов. Он глубоко укоренился в цинизме XX века, но в каждом есть немного его мрачной доброты.
По мнению сайта THEM Anime, адаптация справедливо подходит к наследию Тэдзуки и не умаляет его. Сюжет неотразим и интригующе наполнен медицинской тайной. Превосходный темп и умелое руководство помогли создать атмосферу драматического напряжения. Рассмотрено несколько важных тем о злоупотреблении наукой и медициной, в центре заговора находятся совершенно безжалостные люди, желающие любой ценой сохранить свои секреты. Насилие тем не менее отчасти бледнеет по сравнению с множеством кровотечений и травм. Подробное описание медицинских процедур не для брезгливых. Эпидемиология и хирургия с их влиянием на жизнь быстро затягивают. Анимация отличная, за исключением визуально неуместной и отвлекающей Пиноко, используется обновлённый и реалистичный дизайн персонажей, верный идее оригинала. Хорошо проделанная работа помогает зрителю больше интересоваться тяжёлым положением некоторых пациентов, а также самого Блэк Джека. На первый взгляд он выглядит несколько отстранённым, но в действительности является преданным делу целителем. При этом его поступки не кажутся слишком вынужденными или явно разоблачительными. Антагонист была ущербным человеком, совершившим ошибки, но не одномерным безжалостным монстром. Некоторые из «сверхлюдей» могли бы развиваться чуть сильнее, хотя в целом хорошо показано, что они страдают. Единственный недостаток касается Пиноко — часть аспектов её происхождения не объясняется. Она служит скорее сюжетным инструментом, чем настоящим персонажем. Некоторые зрители могут быть разочарованы тем, как наступает финал, поскольку это срывает тщательное расследование, которое занимало большую часть фильма. «Блэк Джек» — увлекательная драматическая загадка. Рекомендовано поклонникам манги и смотревшим OVA.